# Autoridad de Antigüedades de Israel
La Autoridad de Antigüedades de Israel (en hebreo: רשות העתיקות‎) (AAI) es la autoridad gubernamental independiente en Israel, responsable de hacer cumplir la Ley de antigüedades 1978, que controla la excavación y conservación de las antigüedades y promueve la investigación. El actual director general es Shuka Dorffman y tienen sus oficinas dentro del edificio del Museo Rockefeller.[cita requerida]

## Historia
El Departamento de Antigüedades y Museos de Israel (siglas en inglés: IDAM) dependiente del Ministerio de Educación de Israel, fue fundado el 26 de julio de 1948, tras el establecimiento del Estado de Israel y fue la continuación de la Fundación del Departamento de Antigüedades del Gobierno del Mandato Británico y sus actividades fueron basadas originalmente en las de la anterior administración.
El IDAM funcionó como el brazo estatutario del Gobierno de Israel, responsable de las antigüedades del estado y de la administración de pequeños museos.  Sus funciones incluyen la preservación de la colección del estado y su almacenamiento; mantenimiento de una lista de los yacimientos registrados y la inspección de estos; el registro de los yacimientos recientemente descubiertos; la realización de rescate arqueológico de yacimientos arqueológicos en peligro de extinción; el mantenimiento de una biblioteca arqueológica (Biblioteca del Estado); el mantenimiento de un archivo.  
La publicación de los resultados arqueológicos se editaban en tres publicaciones:
- Alon - Del Departamento de Antigüedades (Escrito en hebreo. Actualmente no existe)
- Atikot (escrito en hebreo y en inglés. Todavía sigue publicando)
- Hadashot Arkheologiyot Sólo publicado en Internet (en hebreo) y (en inglés)

También financió y dirigió el Examen Arqueológico de Israel y publicó sus resultados en los mapas, que cubrían 10 km² del Estado de Israel. La Autoridad de Antigüedades de Israel (IAA) fue creada del IDAM por el Knesset (Parlamento de Israel), en la instigación de su director pasado, Amir Drori, en el estatuto de 1999. Amir Drori instauró así a Shuka Dorffman, el primer director de la IAA.
El IAA satisfizo las obligaciones estatuarias del IDAM y en sus primeros días fue ampliando considerablemente el número de empleados. El periodo de la expansión duró unos cuantos años y fue seguido de otro periodo en el cual disminuyó grandes reducciones fiscales y de la fuerza de su trabajo y actividades. Actualmente sigue siendo una grande institución activa.

## Directores
- Dr. Shmuel Yeivin (1948 - 1961)
- Profesor Avraham Biran (1961 - 1974)
- Avraham Eitan (1974 - 1988)
- Amir Drori (1988 - 2000)
- Yehoshua (Shuka) Dorffman (2000 - Actualmente)

## Galería
Estas son algunas de las imágenes que muestran los almacenes de la IAA, donde se guardan todas las reliquias y antigüedades que los arqueólogos encuentran en Israel. Son catalogadas y ordenados por tipo y fecha. Los objetos más deteriorados pasan a un laboratorio de restauración donde son tratados meticulosamete.

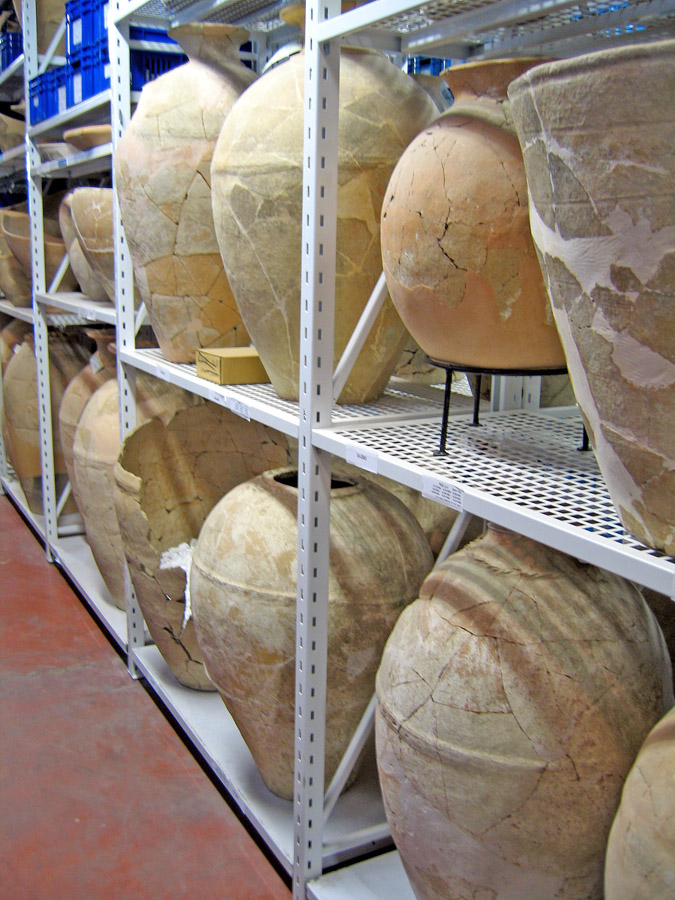
Antigüedades almacenadas en los depósitos de la IAA.
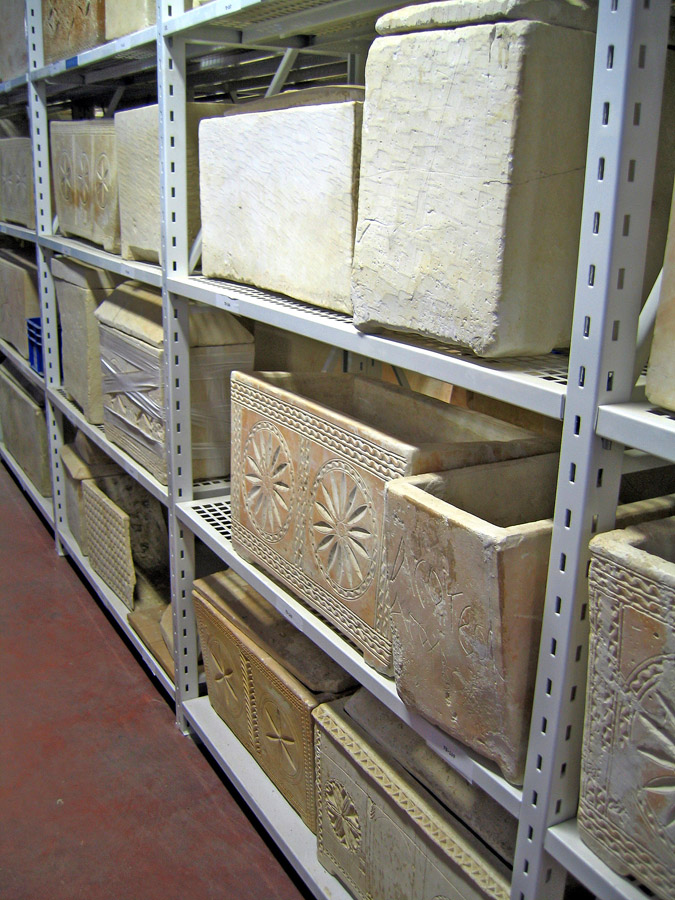
Osarios del siglo I
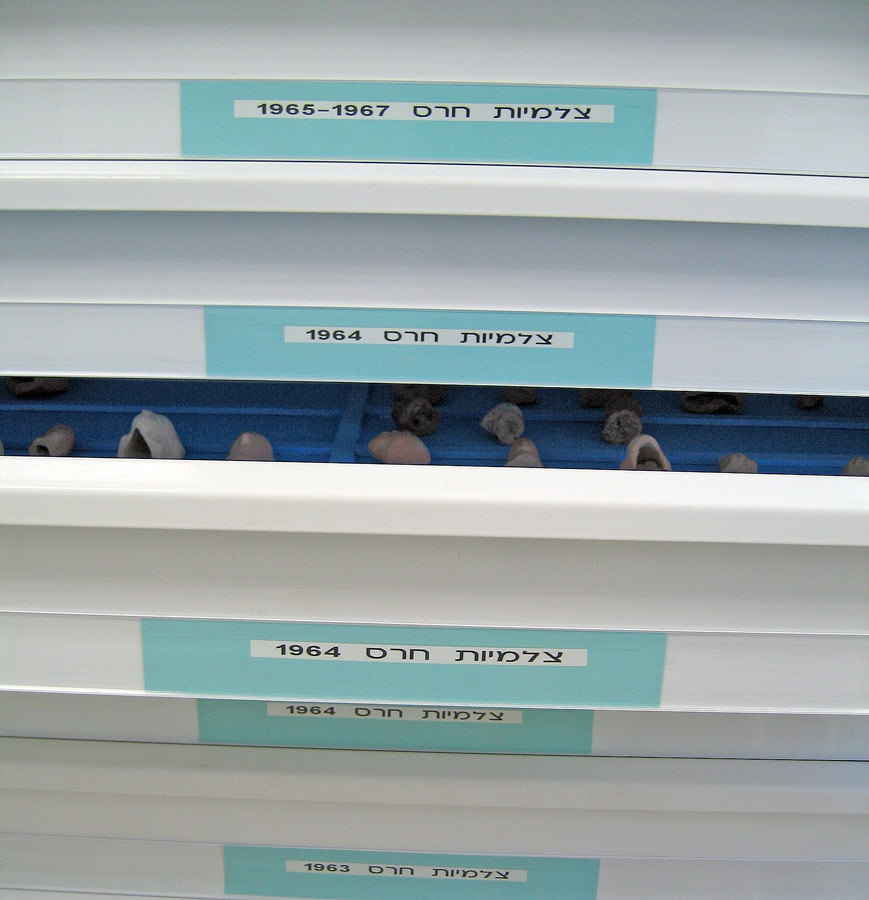
Varios objetos encontrados en Israel, catalogados por fecha de descubrimiento.

## Enlaces
- Web de la IAA en inglés
- Web de la IAA en hebreo